# Hivatalos bélyeg
A hivatalos bélyeg olyan postabélyeg volt, amit hatóságok, hivatalok, közintézmények használtak bérmentesítésére.

## Felhasználása
A hivatalos bélyegeket kizárólag a hatóságok, hivatalok, közintézmények használhatták bérmentesítésre, más bélyeget nem használhattak. Lényegében tehát a hivatalos bélyegek is postabélyegek, de csak egy bizonyos céllal lehetett őket felhasználni.

## Története
Az első hivatalos bélyegek Angliában, Skóciában és Írországban jelentek meg az első bélyegekkel egy időben. Az Egyesült Államokban 1873–1891 között használták őket.

## A magyarországi hivatalos bélyegek
Magyarországon 1921-től 1925-ig használtak hivatalos bélyegeket. Korábban a hivatalok díjmentességet élveztek, ezt a küldeményeken fel is tüntették. A hivatalos bélyegeket azért vezették be, hogy a posta nyilvántarthassa, hogy mennyi a bevétele. Használatukkal az volt a baj, hogy külön bélyegeket kellett kiadni, ezeket adminisztrálni, nyilvántartani kellett minden egyes hivatalban, ami túl sokba került. Így a hivatalos bélyegek használata hamar meg is szűnt.

## Hivatalos bélyegek gyűjtése
Magyarországon a hivatalos bélyegek rajza megegyezett az 1903-ban megjelent Zöldportó sorozat bélyegeinek rajzával, azzal a különbséggel, hogy az értékszám felett a „HIVATALOS” szó is szerepelt. Előfordult ritkán a hivatalos bélyegek levélbélyegekkel, illetve portóbélyegekkel való közös használata. Ilyenkor vagy a hivatalos bélyegeket használták levél-, illetve portóbélyegként, avagy az utóbbiakat hivatalos bélyegként.